# حمرور أحمر
حمرور أحمر (الاسم العلمي:Hyparrhenia rufa) هو نوع من النباتات يتبع جنس الحمرور من الفصيلة النجيلية.